# Myrmeocorus allodapus
Myrmeocorus allodapus är en skalbaggsart som beskrevs av Martins 1975. Myrmeocorus allodapus ingår i släktet Myrmeocorus och familjen långhorningar. Inga underarter finns listade i Catalogue of Life.